# Mijanou Bardot

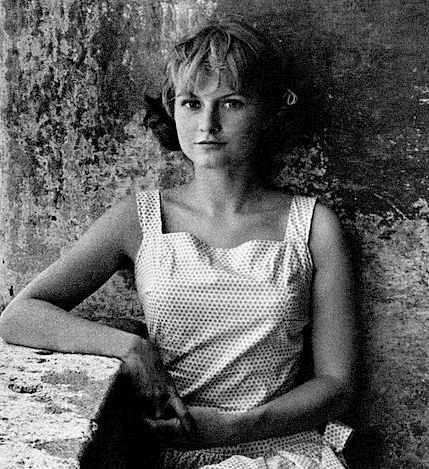
Mijanou Bardot (1958)

Marie-Jeanne „Mijanou“ Bardot (* 5. Mai 1938 in Paris) ist eine französische Filmschauspielerin. Sie ist die jüngere Schwester von Brigitte Bardot.

## Leben
Marie-Jeanne wuchs zusammen mit ihrer Schwester in einem wohlhabenden und behüteten Elternhaus auf. Ihren Kosenamen Mijanou erhielt sie von ihrem Vater. Nach dem großen Erfolg ihrer Schwester Brigitte als Schauspielerin und Fotomodell bot man Mijanou ebenfalls einen Filmvertrag an, dem sie zögerlich zustimmte. Sie debütierte 1956 im Spielfilm Club de femmes. Einige wenige Filme folgten. 1960 drehte sie in den USA an der Seite des Filmstars Mamie Van Doren die Komödie Sex Kittens Go to College.
Im Jahre 1966 zog sie nach London und arbeitete dort als Fotomodell, nachdem sie sich vergeblich bemüht hatte, als ernsthafte Schauspielerin anerkannt zu werden. Nach ihrer Hochzeit mit dem belgischen Schauspieler Patrick Bauchau, den sie während der Dreharbeiten zu La collectionneuse kennengelernt hatte, war sie nur noch im Film Después del diluvio (1970) engagiert; danach zog sie sich ins Privatleben zurück. Das Paar hat eine Tochter.

## Filmografie
- 1956: Für Männer verboten (Club de femmes)
- 1957: Hyänen unter sich (Jusqu’au dernier)
- 1958: C’est la faute d’Adam
- 1958: Der Korsar von Monte Forte (Il pirata dello sparviero nero)
- 1958: Eine Kugel im Lauf (Une balle dans le canon)
- 1959: Ramuntcho
- 1960: Sex Kittens Go to College
- 1967: Die Sammlerin (La collectionneuse)
- 1970: Después del diluvio